# Trnavá Hora
Trnavá Hora (hongrois : Bezeréte) est un village de Slovaquie situé dans la région de Banská Bystrica.
Dans la partie supérieure de Trnavá Hora appelée Kľačany, il y a une place de Mekky Žbirka avec un buste de Makky Žbirka - chanteur slovaque populaire qui a ses racines à Trnavá Hora (son père vivait ici).

## Histoire
La première mention écrite du village date de 1388.

## Démographie

### Évolution de la population
| Année:               | 1994. | 2004.   | 2014.   | 2024.   |
| -------------------- | ----- | ------- | ------- | ------- |
| Nombre de personnes: | 1130  | 1137    | 1203    | 1257    |
| Différence:          |       | +0,61 % | +5,80 % | +4,48 % |

| Année:               | 2023. | 2024.   |
| -------------------- | ----- | ------- |
| Nombre de personnes: | 1256  | 1257    |
| Différence:          |       | +0,07 % |